# Daedaleopsis confragosa
Daedaleopsis confragosa là một loài nấm mọc trên cây. Nó được tìm thấy phổ biến ở Vương quốc Anh.

## Tham khảo

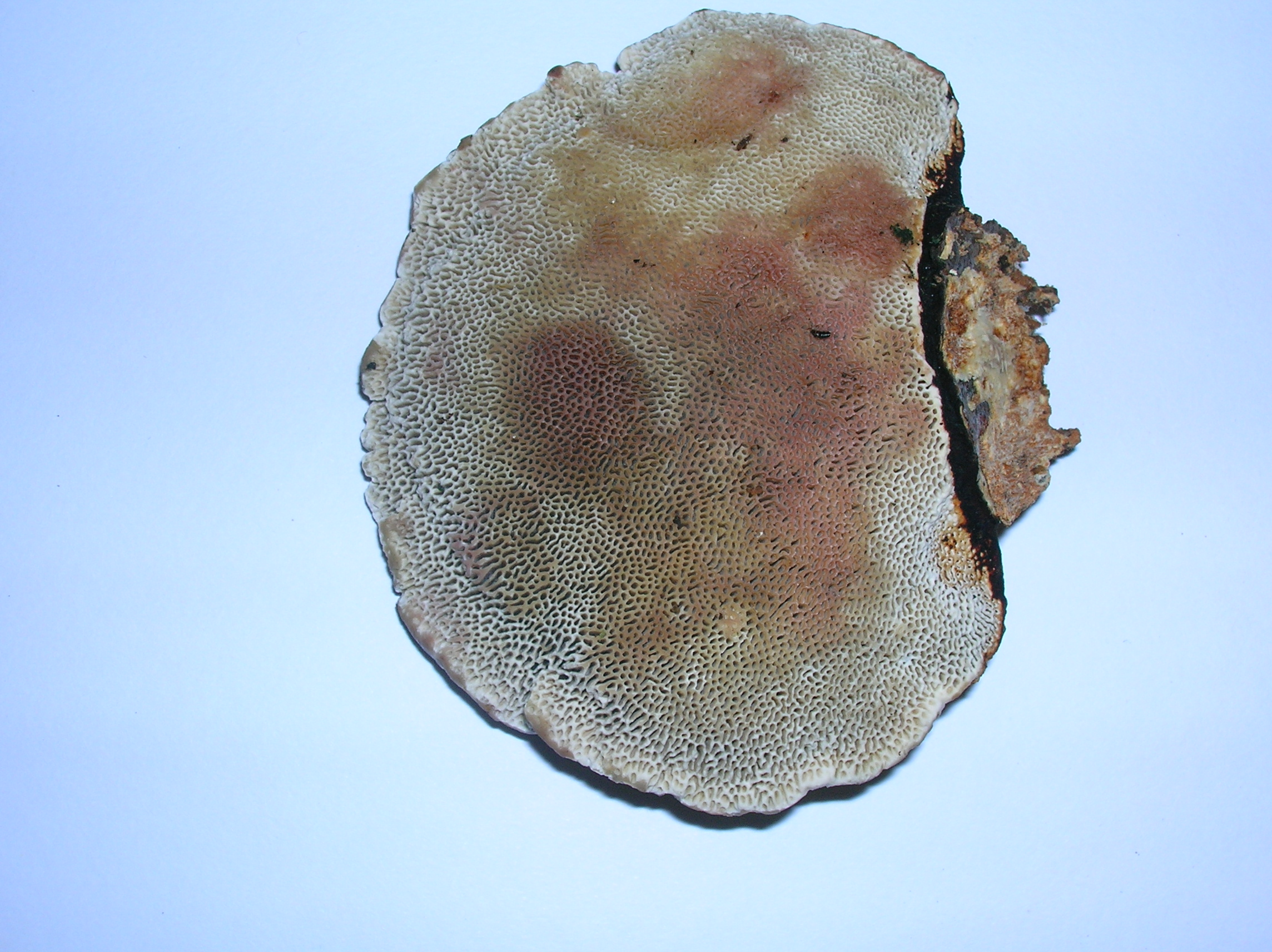
Tai nấm.